# Copa Costa Rica 1967
En 1967 se efectuó la edición 33 de los torneos de Copa del fútbol costarricense (tercera edición con el nombre de Copa Costa Rica), organizada por la Federación Costarricense de Fútbol. 
El Barrio México se proclamó monarca del torneo al vencer a Herediano en la semifinal (1-0) y derrotar al Saprissa en la final (2-1). Fue el primer título de los barriomexicanistas en primera división, con la dirección técnica de José Joaquín "Pachico" García.
El goleador del torneo fue Roy Sáenz de Barrio México con 9 anotaciones.
| Barrio México |
|               |
| 1° título     |

| Predecesor: Torneo de Copa 1965 | Torneo de Copa de Costa Rica 1967 | Sucesor: Torneo de Copa 1970 |